# HMS Revenge (1577)
El HMS Revenge fue un galeón inglés botado en 1577 y puesto al servicio del corsaio Sir John Hawkins, bajo la dirección constructiva de Matthew Baker. De acuerdo con el sistema de clasificación británico, quedaba categorizado como galeón de segunda clase.

## Diseño y construcción
El HMS Revenge fue construido a un coste total de 4000 £ en los astilleros de Deptford en 1577. Presentaba unas características especiales, como una proporción más estrecha entre la eslora y la manga, unos castillos de proa y popa más pequeños que los típicos de los galeones y un francobordo bajo. Todas estas características eran para darle una mayor estabilidad como plataforma artillera.

## Armamento
Dependiendo de la época, el armamento del buque fue muy variado a lo largo de su vida útil, ya que se añadían o retiraban piezas según la necesidad. El HMS Revenge estuvo particularmente armado durante su último crucero, cuando alcanzó las 46 piezas artilleras, entre las que se encontraban 20 piezas pesadas entre cañones pesados, culebrinas y medias culebrinas en la cubierta de cañones, a las que se añadían más medias culebrinas y otras piezas menores en su cubierta principal.

## Historia
Comandado por Francis Drake intervino en varias batallas contra España. 
En 1587 tomó parte en la Expedición de Drake de 1587 contra Cádiz.
En 1588 participó en la batalla de Gravelinas en el marco de las luchas contra la Armada Invencible.
A finales de 1589 tomó parte en la Contraarmada de Drake-Norris en la que se atacó la península.
En 1590 participó en la expedición Frobisher contra la Flota de Indias, pero la incursión fracasó y el navío fue capturado por la flota española el 1 de septiembre de 1591 durante la Primera Batalla de la Isla de Flores. Una vez apresado fue tomado como botín de guerra, hundiéndose en una tormenta cuando se dirigía a España con el resto de la flota.